# Große Synagoge (Łomża)
Koordinaten: 53° 10′ 42″ N, 22° 4′ 54″ O

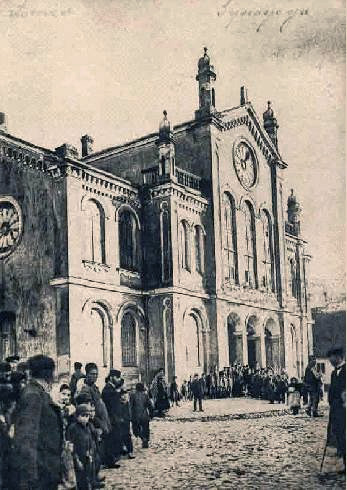
Große Synagoge in Łomża

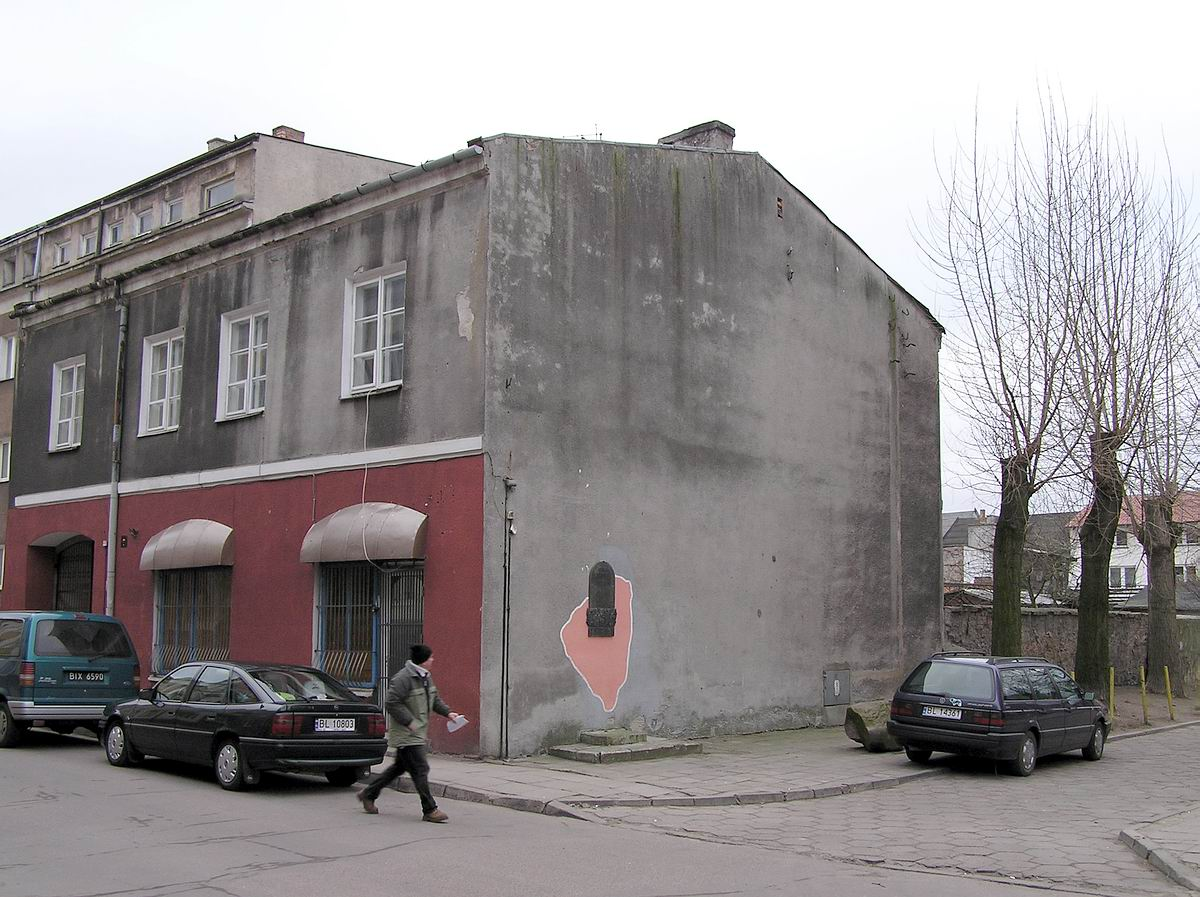
Gedenktafel

Die Große Synagoge in der polnischen Stadt Łomża befand sich an der südöstlichen Ecke des Hauptplatzes, an der Kreuzung der heutigen Straßen Giełczyńska und Senatorska 28. Sie wurde zwischen 1878 und 1889 auf Initiative von Rabbiner Eliezer-Simcha Rabinowicz erbaut und von dem italienisch-polnischen Architekten Enrico Marconi entworfen.

## Geschichte
Die Synagoge wurde nach Beginn des Zweiten Weltkriegs von den Nazis zerstört; der Zeitpunkt ist allerdings unklar: dem polnischen Onlineprojekt Virtual Shtetl zufolge wurde sie im September 1939 niedergebrannt, laut dem Yad-Vashem-Projekt Pinkas haKehilot erfolgte die Zerstörung im September 1941, als kurz nach dem deutschen Überfall auf die Sowjetunion das Ghetto Łomża für die Juden aus der Umgebung errichtet wurde.
Heute erinnert eine bronzene Gedenktafel mit einer Inschrift in Polnisch und Hebräisch an der Stelle der Synagoge an die Geschehnisse. Sie wurde 1986 von der ansässigen Gemeinde zum 44. Jahrestag der Vernichtung des Ghettos von Łomża gestiftet.
Auf der Tafel ist zu lesen:
Von Juli 1941 bis November 1942 wurde zwischen den Straßen Dworna – heute 22 lipca, Senatorska, Woziwodzka, Zielona, Żydowska – heute Zatylna, Rybaki, von den Nazis das Ghetto geschaffen, in dem sie 9000 jüdische Polen vernichteten. 3500 davon wurden im Wald nahe den Dörfern Giełczyn und Sławiec erschossen. Die deutschen Besatzer errichteten 15 Ghettos in Städten der Region Łomża. Das tragische Schicksal der 40.000 Menschen, die dort lebten, führte sie in das Konzentrationslager in Treblinka. Möge die Erinnerung an sie und an denen, die ihnen in diesen furchtbaren letzten Tagen halfen, überdauern.